# Nathan Ellington
Nathan Levi Fontaine Ellington, född 2 juli 1981 i Bradford, West Yorkshire, är en engelsk fotbollsspelare (anfallare) som sedan december 2013 är utan klubb sedan Southport inte förlängt hans kontrakt.

## Spelarkarriär
Nathan Ellington gjorde professionell debut i Bristol Rovers den 23 februari 1999.